# Ceri(III) bromide
Ceri(III) bromide là một hợp chất vô cơ có thành phần chính gồm hai nguyên tố là Ceri và brom, với công thức hóa học được quy định là CeBr3. Hợp chất này tồn tại dưới dạng một chất rắn màu trắng, có tính hút ẩm cao, được chú ý đến nhờ ứng dụng trong một bộ phận của các bộ đếm nhấp nháy.

## Điều chế và tính chất cơ bản
Hợp chất này đã được biết đến sớm nhất là từ năm 1899, khi Muthman và Stützel báo cáo về việc điều chế của nó từ Ceri(III) sulfide và khí hydro bromide HBr. Các dung dịch nước của CeBr3 có thể được điều chế từ phản ứng của Ce2(CO3)3·H2O với HBr. Sản phẩm được tạo ra từ phản ứng là CeBr3·H2O có thể được khử nước bằng cách nung nóng với NH4Br theo sau là thăng hoa của NH4Br dư. CeBr3 có thể được chưng cất ở áp suất giảm (≈ 0,1 Pa) trong một ống thạch anh ở nhiệt độ từ 875–880 ℃. Giống như hợp chất liên quan là muối CeCl3, bromide hấp thụ nước khi tiếp xúc với không khí ẩm. Hợp chất này tan chảy ở nhiệt độ 722 ℃.

## Hợp chất khác
CeBr3 còn tạo một số hợp chất với N2H4, như CeBr3·3N2H4·2H2O là tinh thể hình thoi trong suốt, tan trong nước, metanol, etanol, không tan trong benzen, d20 ℃ = 3,1354 g/cm³.